# 曽我桂子
曽我 桂子（そが けいこ）とは元宝塚歌劇団雪組組長。東京都出身。東京文花学院出身。宝塚歌劇団時代の愛称はノッピロ。以前の芸名は曽我 ゆかり（そが -）。  

## 略歴
1950年に37期生として、宝塚歌劇団に入団し、『ユング・ハイデルベルヒ』で初舞台を踏む。宝塚入団時の成績は43人中12位。同年、雪組に配属される。
1979年から退団の年まで雪組組長を務める。
1983年3月30日、宝塚歌劇団を退団。最終出演公演の演目は雪組・東京宝塚劇場公演『パリ変奏曲／ゴールデン・ドリーム 』である。

## 宝塚歌劇団時代の主な舞台出演
- 『シャンゴ』踊る男 役（1967年6月 - 8月、宝塚大劇場）
- 『シャンゴ』踊る男 役（1968年3月、宝塚大劇場）
- 『回転木馬』星の番人 役（1969年5月 - 7月、宝塚大劇場）
- 『かぐら』大蛇A 役（1972年3月 - 4月、宝塚大劇場）
- 『カンテ・グランデ』ファニータの父 役（1973年6月 - 7月、宝塚大劇場）
- 『ベルサイユのばら』ブイエ将軍（1975年8月 - 9月、宝塚大劇場）
- 『星影の人』横井良玄 役（1976年6月 - 8月、宝塚大劇場）
- 『星影の人』近藤勇 役（1977年4月 - 5月、地方公演）
- 『去りゆきし君がために』レオノーラ 役（1980年2月 - 3月、宝塚大劇場）